# زوفیا یاروشفسکا
زوفیا یاروشفسکا (لهستانی: Zofia Jaroszewska؛ ‏ ۲۵ سپتامبر ۱۹۰۲ – ۲۵ سپتامبر ۱۹۸۵) بازیگر اهل لهستان بود.
از فیلم‌ها یا برنامه‌های تلویزیونی که وی در آن نقش داشته‌است، می‌توان به دوازده صندلی، دوشیزگان ویلکو و احساس مالکیت اشاره کرد.